# Limnogale mergulus
Il tenrec acquatico (Limnogale mergulus Major, 1896) è un mammifero della famiglia dei Tenrecidi. È l'unica specie del genere Limnogale Major, 1896.

## Descrizione
Il corpo del tenrec acquatico è lungo 12–17 cm, la coda 13–16 cm. Pesa 60-105 g (in media 80).

## Distribuzione e habitat
Il tenrec acquatico è l'unico mammifero acquatico del Madagascar. Sembra un incrocio tra un topo d'acqua e un furetto accartocciato. L'adattamento al suo stile di vita include un folto manto idrorepellente per tenerlo al caldo, lunghi baffi con cui avverte il cibo sotto l'acqua, dita palmate e coda a chiglia che funziona da timone ed elica. Questo timido insettivoro vive nelle forti correnti a 600–200 m di altitudine. Sembra che il suo territorio sia limitato a soli dieci siti nelle montagne centro-orientali, che vanno dal sud di Lac Alaotra fino a nord, nella regione del fiume Lantara.

## Biologia
I tenrec sono piccoli animali vivaci che lottano presso i letti del fiume di notte per catturare larve di insetti, rane e altre prede. Fanno dei piccoli tuffi raggiungendo il fondale, poi ritornano a galla e consumano il loro pasto in superficie.
Trascorrono la giornata nelle loro tane vicino alla corrente, prima di immergersi per cercare il cibo dopo il tramonto. Le loro abitudini igieniche sono meticolose, e tengono pulite le loro latrine sulle rocce lungo i torrenti.

## Conservazione
Fino a poco tempo fa lo si credeva estinto, tuttavia ne sono state riscoperte alcune colonie; la specie tuttavia non è al sicuro dall'estinzione ed è classificata come vulnerabile dall'IUCN. La deforestazione, che causa l'erosione del suolo e l'aumento della melma nei ruscelli, rappresenta un serio pericolo. L'habitat adatto lungo i fiumi è al momento isolato.